# (20689) Zhuyuanchen
(20689) Zhuyuanchen (1999 VF63) – planetoida z grupy pasa głównego asteroid okrążająca Słońce w ciągu 4,61 lat w średniej odległości 2,77 j.a. Odkryta 4 listopada 1999 roku.